# یواس‌اس چاتلین (دی‌یی-۱۴۹)

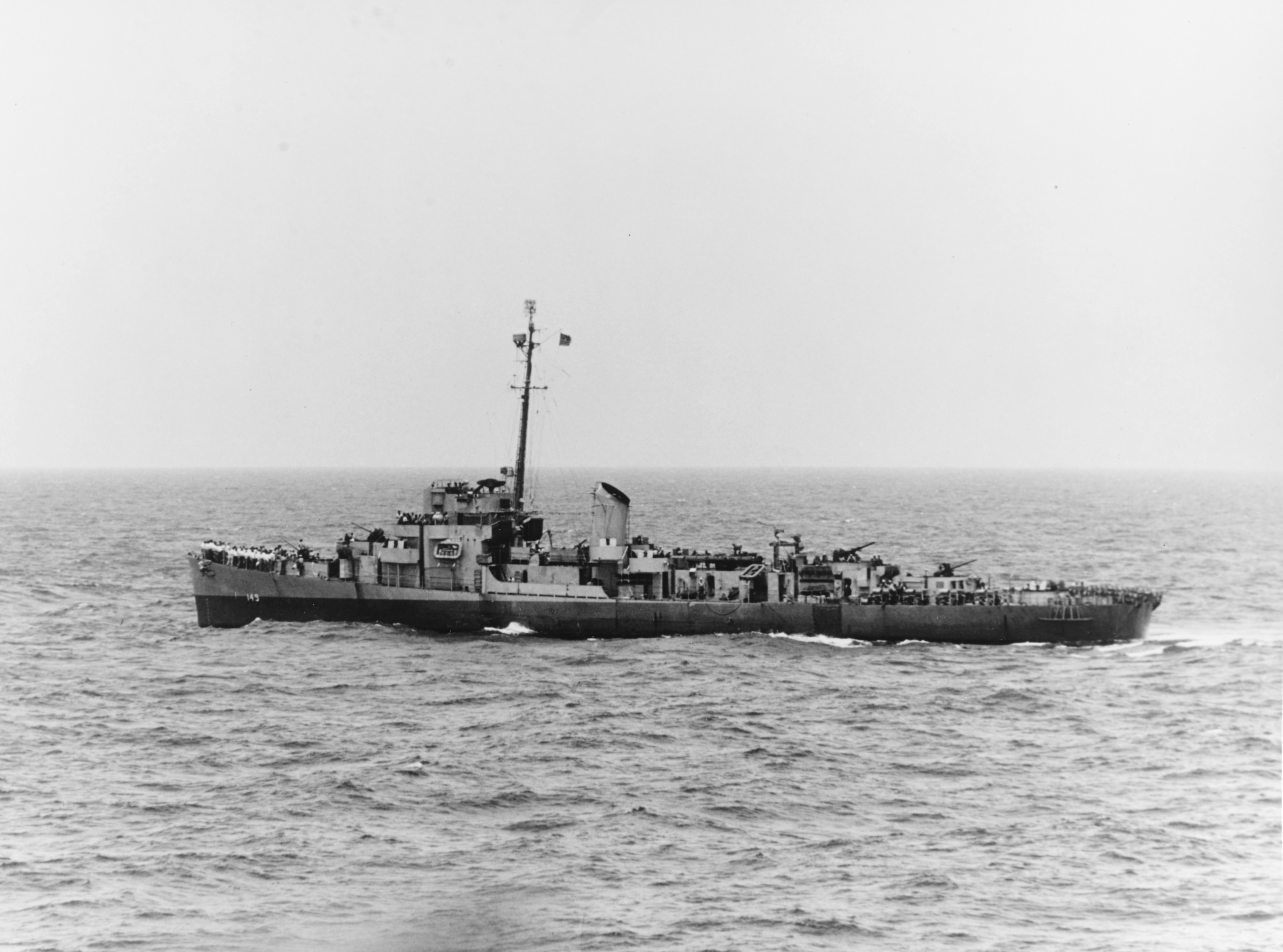
کشتی یواس‌اس چاتلین (دی‌یی-۱۴۹)

یواس‌اس چاتلین (دی‌یی-۱۴۹) (به انگلیسی: USS Chatelain (DE-149)) یک کشتی بود که طول آن ۳۰۶ فوت (۹۳ متر) بود. این کشتی در سال ۱۹۴۳ ساخته شد.